# Melitaea koios
Melitaea koios är en fjärilsart som beskrevs av Hans Fruhstorfer 1908. Melitaea koios ingår i släktet Melitaea och familjen praktfjärilar. Inga underarter finns listade i Catalogue of Life.